# 加布里埃·乌达尔
加布里埃·乌达尔（瑞典語：Gabriel Ulldahl，1988年10月24日—），瑞典男子羽毛球運動員。

## 簡歷
2012年5月，加布里埃·乌达尔出戰西班牙羽毛球公開賽，贏得男子單打亞軍。

## 主要比賽成績
只列出曾進入準決賽的國際賽事成績：
| 年份   | 賽事                 | 公開賽級別 | 項目     | 成績   |
| ------ | -------------------- | ---------- | -------- | ------ |
| 2007年 | 歐洲青年羽毛球錦標賽 | 其他       | 男子單打 | 亞軍   |
| 2010年 | 匈牙利羽毛球國際賽   | 國際系列賽 | 男子單打 | 準決賽 |
| 2012年 | 丹麥羽毛球國際賽     | 國際挑戰賽 | 男子單打 | 準決賽 |
| 2012年 | 西班牙羽毛球公開賽   | 國際挑戰賽 | 男子單打 | 亞軍   |
| 2014年 | 土耳其羽毛球國際賽   | 國際系列賽 | 男子單打 | 準決賽 |
| 2016年 | 葡萄牙羽毛球國際賽   | 國際系列賽 | 男子單打 | 亞軍   |
| 2016年 | 希臘羽毛球公開賽     | 國際系列賽 | 男子單打 | 亞軍   |

| 2007-2017年 | 首要超級賽 | 超級賽 | 黃金大獎賽 | 大獎賽 | 國際挑戰賽 | 國際系列賽 | 未來系列賽 | 其他 |

| 2018-2026年 | 總決賽 | 超級1000賽 | 超級750賽 | 超級500賽 | 超級300賽 | 超級100賽 | 國際挑戰賽 | 國際系列賽 | 未來系列賽 | 其他 |

### 奧運會和世錦賽參賽紀錄
|          | 2009 |
| -------- | ---- |
| 男子單打 | 64強 |